# Nesmarie Rodríguez
Nesmarie Rodríguez Tirado (ur. 3 lipca 1992) – portorykańska zapaśniczka walcząca w stylu wolnym. Zajęła siedemnaste miejsce na mistrzostwach świata w 2017 i 2018 roku.
Brązowa medalistka igrzysk panamerykańskich w 2019; siódma w 2011 i 2023. Druga na mistrzostwach panamerykańskich w 2017 i 2020 roku. Srebrna medalistka igrzysk Ameryki Środkowej i Karaibów w 2014 i 2018; brązowa w 2010 roku.